# Marion (Észak-Karolina)
Marion település az Amerikai Egyesült Államok Észak-Karolina államában, McDowell megyében, melynek megyeszékhelye is. Lakosainak száma 7717 fő (2020. április 1.).

## Népesség
A település népességének változása:

| 2010 | 7 838 |
| 2020 | 7 717 |